# Długosiodło (gmina)
Pour les articles homonymes, voir Długosiodło.
La gmina Długosiodło est un district administratif situé en milieu rural du powiat de Wyszków dans la voïvodie de Mazovie, dans le centre-est de la Pologne.
Son siège administratif (chef-lieu) est le village de Długosiodło, qui se situe environ 21 kilomètres au nord-est de Wyszków (siège de la powiat) et 73 km au nord-est de Varsovie (capitale de la Pologne).
Elle s'étend sur 167,45 km2 et comptait une population de 7 874 habitants en 2016.

## Histoire
De 1975 à 1998, la gmina était située dans la voïvodie d'Ostrołęka

## Géographie

### Villages
La gmina de Długosiodło comprend les villages et localités de :

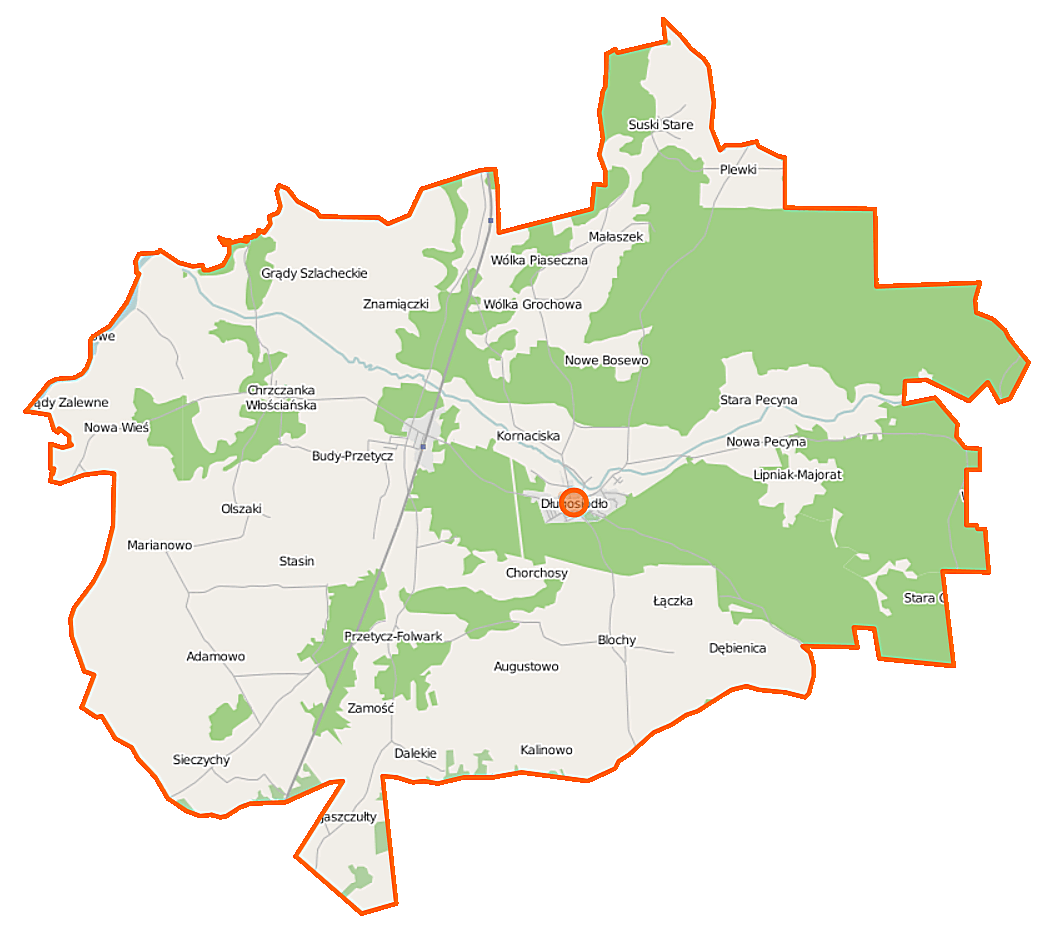
Plan de la gmina

- Adamowo
- Augustowo
- Blochy
- Budy-Przetycz
- Chorchosy
- Chrzczanka Włościańska
- Chrzczanka-Folwark
- Dalekie
- Dębienica
- Długosiodło
- Grądy Szlacheckie
- Grądy Zalewne
- Jaszczułty
- Kalinowo
- Kornaciska
- Łączka
- Lipniak-Majorat
- Małaszek
- Marianowo
- Nowa Pecyna
- Nowa Wieś
- Nowe Bosewo
- Olszaki
- Ostrykół Dworski
- Ostrykół Włościański
- Plewki
- Prabuty
- Przetycz Włościańska
- Przetycz-Folwark
- Sieczychy
- Stara Pecyna
- Stare Bosewo
- Stare Suski
- Stasin
- Wólka Grochowa
- Wólka Piaseczna
- Zalas
- Zamość
- Znamiączki
- Zygmuntowo

### Gminy voisines
La gmina de Długosiodło est bordée des gminy voisines de :
- Brańszczyk
- Goworowo
- Ostrów Mazowiecka
- Rząśnik
- Rzewnie
- Wąsewo

## Structure du terrain
D'après les données de 2002, la superficie de la commune de Długosiodło est de 167,45 km2, répartis comme telle :
- terres agricoles : 57 %
- forêts : 38 %

La commune représente 19,1 % de la superficie du powiat.

## Démographie
Données du 30 juin 2004 :
| Description        | Total  | Total | Femmes | Femmes | Hommes | Hommes |
| ------------------ | ------ | ----- | ------ | ------ | ------ | ------ |
| Unité              | Nombre | %     | Nombre | %      | Nombre | %      |
| Population         | 7 718  | 100   | 3 811  | 49,4   | 3 907  | 50,6   |
| Densité (hab./km²) | 46,1   | 46,1  | 22,8   | 22,8   | 23,3   | 23,3   |